# Jean-Jacques Sol
Jean-Jacques Sol est un homme politique français né le 15 avril 1751 à Saverdun (Ariège) et mort en 1835.

## Biographie
Négociant à Saverdun, il est député de l'Ariège de 1804 à 1809. Puis il deviendra maire de Lissac et conseiller général du canton de Saverdun de 1833 à 1835, date de son décès. 